# Кадиевич, Велько
Велько Кадиевич (сербохорв. Вељко Кадијевић / Veljko Kadijević, по российским документам Велько Душанович Кадиевич; 21 ноября 1925, Главина — 2 ноября 2014, Москва) — югославский военный и государственный деятель, генерал ЮНА, в период с 1988 года по 1992 год являлся союзным секретарём народной обороны (министром обороны) СФРЮ.

## Биография
Родился в деревне Главина близ города Имотски 21 ноября 1925 года в семье серба и хорватки. При этом Кадиевич всегда называл себя югославом. Его отец Душан Кадиевич воевал добровольцем во время гражданской войны в Испании и умер в 1936 году.
После вторжения войск стран Оси в Югославию на территории страны было создано марионеточное государство Германии — Независимое государство Хорватия. В стране началась гражданская война и борьба против оккупантов и их пособников.
В 1943 году Кадиевич вступает в Коммунистическую партию Югославии и присоединяется к югославским партизанам. Воевал в составе 26-й Далматинской дивизии НОАЮ. Был помощником комиссара бригады и дивизии. После окончания Второй мировой войны Велько Кадиевич продолжил службу в Югославской народной армии (ЮНА).
Во время службы в ЮНА был комиссаром, преподавателем Высшей военной академии ЮНА, командиром дивизии, начальником штаба корпуса, заместителем командующего армией. Кадиевич окончил Высшую военную академию ЮНА и военный колледж командиров и генералов американской армии в 1963 году. В 1988 году Велько Кадиевич был назначен военным министром Югославии. После того как Союз коммунистов Югославии прекратил своё существование, Кадиевич стал одним из учредителей новой партии Союз коммунистов — Движение за Югославию.
После распада страны и начала гражданской войны ушел с поста министра обороны СРЮ. Жил в Сербии. Во время гражданской войны в Югославии хорватские власти объявили Кадиевича в розыск, подозревая его в военных преступлениях югославской армии в начальный период войны в Хорватии. Интерпол выдал ордер на арест Кадиевича 23 марта 2007 года.
Первое обвинительное заключение по Кадиевичу было вынесено в Хорватии ещё в 1992 году в Бьеловаре, второе в 2002 году в Вуковаре и третье в 2006 году в Осиеке. В 2001 году министерство внутренних дел Хорватии выдало ордер на арест Кадиевича. В 2001 году МТБЮ вызвал Кадиевича в Гаагу где он должен был принять участие в заседании суда как свидетель. В Нидерланды Кадиевич не поехал, вместо этого в том же году эмигрировал в Россию, где в 2005 году получил статус беженца.
В 2007 году в Москве состоялась презентация книги мемуаров генерала Кадиевича «Контрудар». В мемуарах бывший министр обороны СФРЮ анализирует причины и последствия распада Югославии, воздействие процесса дезинтеграции на международную политику. Согласно свидетельствам и утверждениям Кадиевича, США и Германия сыграли важнейшую роль в распаде Югославии, когда первыми признали независимость Словении и Хорватии. Кадиевич подробно рассмотрел в книге последствия гражданской войны на территории бывшей Югославии для всех балканских народов, но прежде всего для сербского.
13 августа 2008 года указом президента России Дмитрия Медведева Велько Кадиевичу было предоставлено российское гражданство. После получения Кадиевичем российского гражданства Хорватия направила в Россию запрос об экстрадиции бывшего генерала, однако получила отказ. Жил в Москве вплоть до кончины.
Скончался 2 ноября 2014 года в Москве.

## Военный писатель
Велько Кадиевич опубликовал два десятка статей по военной науке и является автором нескольких учебников для Академии генерального штаба и Командно-штабной академии ЮНА. Кадиевич является автором следующих книг:
- «Наша военная наука».
- «„Оперативная наука“. Комбинированный вид вооруженной борьбы».
- «Стратегия ЮНА».
- «Войско без державы. Мой взгляд на развал Югославии» (1993 год, Белград).
- «Контрудар. Мой взгляд на развал Югославии», 2007.

## Семья
В 1949 году Кадиевич женился, имел дочь Миряну и внучку Аделу Караси. В 1995 году овдовел.

## Награды
- Орден Военных заслуг
- Орден Югославского флага
- Орден Республики
- Орден Югославской Народной Армии
- Орден Военного флага
- Орден братства и единства
- Орден Партизанской звезды
- Орден «За заслуги перед народом»